# Seillac
Seillac és un municipi francès, situat al departament del Loir i Cher i a la regió de Centre – Vall del Loira. L'any 2007 tenia 78 habitants.

## Demografia

### Població
El 2007 la població de fet de Seillac era de 78 persones. Hi havia 38 famílies, de les quals 8 eren unipersonals (4 homes vivint sols i 4 dones vivint soles), 19 parelles sense fills i 11 parelles amb fills.
La població ha evolucionat segons el següent gràfic:
Habitants censats

### Habitatges
El 2007 hi havia 41 habitatges, 34 eren l'habitatge principal de la família, 4 eren segones residències i 3 estaven desocupats. 40 eren cases i 1 era un apartament. Dels 34 habitatges principals, 28 estaven ocupats pels seus propietaris, 4 estaven llogats i ocupats pels llogaters i 3 estaven cedits a títol gratuït; 9 tenien tres cambres, 7 en tenien quatre i 19 en tenien cinc o més. 29 habitatges disposaven pel capbaix d'una plaça de pàrquing. A 13 habitatges hi havia un automòbil i a 18 n'hi havia dos o més.

### Piràmide de població
La piràmide de població per edats i sexe el 2009 era:
| Homes | Edats   | Dones |
| ----- | ------- | ----- |
| 0     | 95 o +  | 0     |
| 0     | 90 a 94 | 0     |
| 0     | 85 a 89 | 0     |
| 0     | 80 a 84 | 0     |
| 4     | 75 a 79 | 4     |
| 4     | 70 a 74 | 4     |
| 0     | 65 a 69 | 4     |
| 0     | 60 a 64 | 0     |
| 4     | 55 a 59 | 0     |
| 4     | 50 a 54 | 0     |
| 0     | 45 a 49 | 4     |
| 0     | 40 a 44 | 4     |
| 8     | 35 a 39 | 4     |
| 0     | 30 a 34 | 0     |
| 4     | 25 a 29 | 4     |
| 0     | 20 a 24 | 0     |
| 4     | 15 a 19 | 0     |
| 0     | 10 a 14 | 8     |
| 4     | 5 a 9   | 0     |
| 0     | 0 a 4   | 4     |

## Economia
El 2007 la població en edat de treballar era de 50 persones, 38 eren actives i 12 eren inactives. De les 38 persones actives 36 estaven ocupades (21 homes i 15 dones) i 2 estaven aturades (2 dones i 2 dones). De les 12 persones inactives 8 estaven jubilades, 3 estaven estudiant i 1 estava classificada com a «altres inactius».
Activitats econòmiques
Dels 3 establiments que hi havia el 2007, 1 era d'una empresa de fabricació d'altres productes industrials, 1 d'una empresa d'hostatgeria i restauració i 1 d'una empresa de serveis.
L'únic servei als particulars que hi havia el 2009 era un restaurant.
L'any 2000 a Seillac hi havia 4 explotacions agrícoles que ocupaven un total de 480 hectàrees.

## Poblacions més properes
El següent diagrama mostra les poblacions més properes.